# Noms d'Alemanya

Les etimologies dels noms d'Alemanya a Europa:
de l'alt alemany diutisc, «poble»
del llatí Germania
del poble dels alamans
del poble dels saxons
del mot eslau němьcь, que significa «mut»
d'un terme bàltic, que significa probablement «poble»

A causa de la seva situació geogràfica, al centre d'Europa i envoltada de pobles diversos, i de la materialització tardana de la seva unitat, Alemanya es coneix amb diferents noms que varien depenent de les llengües, inspirats pels pobles que l'han composta. Per exemple, en alemany s'anomena Deutschland, en anglès Germany, o en polonès Niemcy.

## Noms per etimologia

### Diutisc
El terme alemany Deutschland deriva de l'alt alemany antic diutisc o de variants similars del proto-germànic *þiudiskaz, que significa «del poble». Fou utilitzat per a fer la diferència entre els parlants de llengües germàniques i els de llengües cèltiques o romàniques. Ve originalment del protoindoeuropeu *tewtéh₂, «poble».
Aquesta és l'etimologia de la paraula per Alemanya en la majoria de les llengües germàniques (alemany inclòs), a part d'altres llengües no europees que han agafat l'endònim, Deutschland:
- Llengües germàniques
  - afrikaans: Duitsland
  - alemany: Deutschland
  - danès: Tyskland
  - islandès: Þýskaland
  - italiàː Tedesco (per al cas de la llengua alemanya)
  - neerlandès: Duitsland
  - noruec: Tyskland
  - suec: Tyskland
- Altres llengües:
  - coreà: 독일 (Dogil/Togil)
  - japonès: ドイツ (Doitsu)
  - vietnamita: Đức
  - xinès: 德意志 (Déyìzhì), o 德國 (Déguó)

### Germania

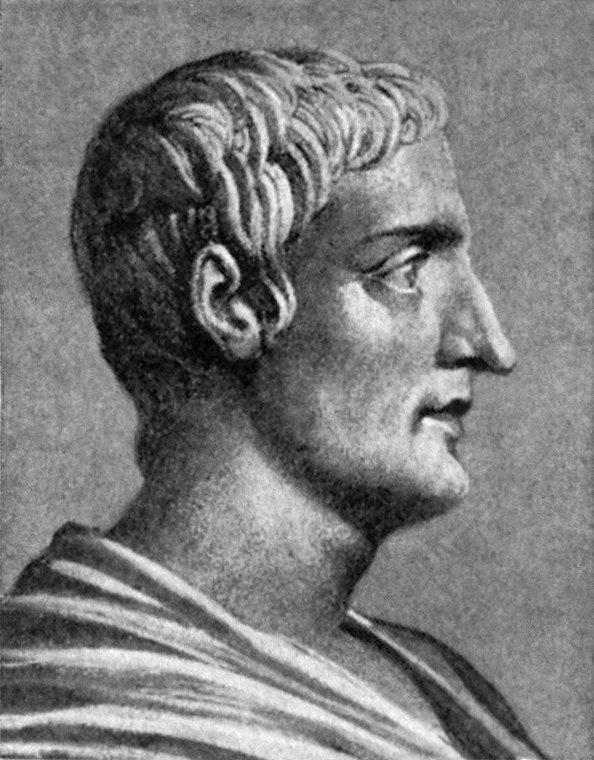
Tàcit, autor del llibre Germània

El mot llatí Germania, d'origen incert, apareix el segle iii aC. Podria ser d'origen gal·lès i no existeix cap prova que hagi estat emprat per les tribus germàniques. Juli Cèsar és el primer a utilitzar-lo per a descriure les tribus del nord-est de la Gàl·lia en el seu escrit més conegut, De bello gallico.
En anglès, la paraula German («alemany») és testificada per primera vegada el 1520, substituint els termes d'Almain, Alman i Dutch.
Tot i la semblança, «germà» prové del llatí germanus i no és lligada als pobles germànics.
- albanès: Gjermania
- anglès: Germany
- armeni: Գերմանիա (Germania)
- bengalí: জার্মানি (Jarmani)
- búlgar: Германия (Germanija)
- georgià: გერმანია (Germania)
- grec: Γερμανία (Germanía)
- hebreu: גרמניה (Germania)
- hindi: जर्मनी (Jarmanī)
- indonesi: Jerman
- irlandès: An Ghermáin
- italià: Germania (però el nom de la llengua alemanya, Tedesco, prove de l'origen Diutisc)
- macedònic: Германија (Germanija)
- maltès: Ġermanja
- panjabi: ਜਰਮਨੀ (Jarmanī)
- romanès: Germania
- rus: Германия (Germanija)
- swahili: Ujerumani
- tàmil: ஜெர்மனி (Jermani), செருமனி (Cerumani)
- tailandès: เยอรมนี (Yerramani), เยอรมัน (Yoeraman)

### Alamans

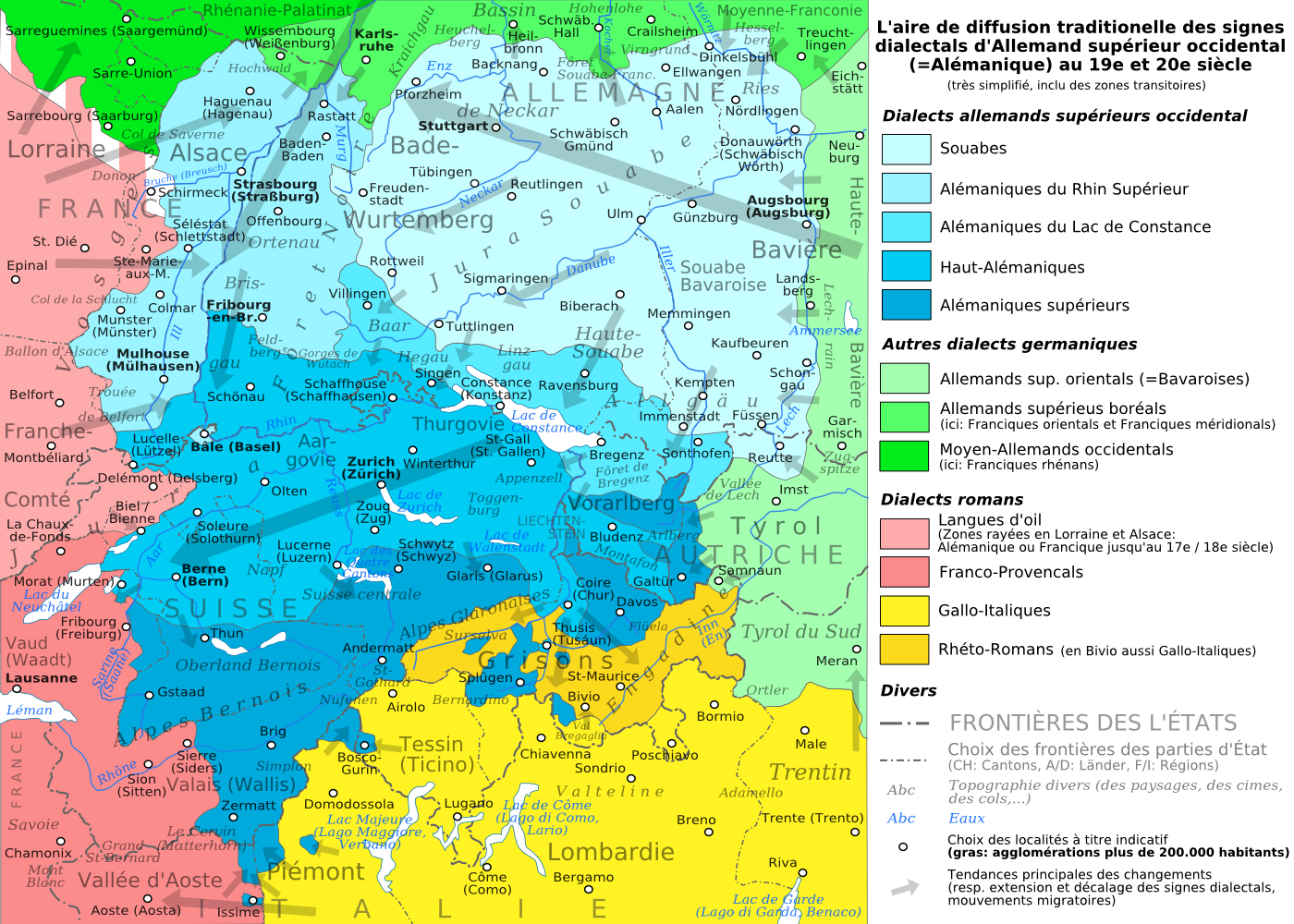
Àrees on es parla l'alemany alamànic.

Els alamans són un conjunt de tribus sud-germàniques sueves que ocuparen el que actualment és l'Alsàcia i parts del Baden-Württemberg i Suïssa. El seu nom prové del protogermànic *Alamanniz, que podria tenir dos significats. Si Al- significa «tot», vol dir «tots els homes». Si Al- significa «altre», vol dir «els homes estrangers».
- Llengües romàniques
  - asturià: Alemaña
  - català: Alemanya
  - castellà: Alemania
  - extremeny: Alemaña
  - francès: Allemagne
  - gallec: Alemaña
  - occità: Alemanha
  - portuguès: Alemanha
- Altres llengües
  - àrab: ألمانيا ('Almāniyā)
  - azerí: Almaniya
  - basc: Alemania
  - filipí: Alemanya
  - guaraní: Alemáña
  - kazakh: Алмания (Almanija)
  - kurd: Elmaniya
  - persa: آلمان ('Ālmān)
  - turc: Almanya

### Nemets
L'exònim eslau nemets, nemtsy deriva del protoeslau němьcь, «estranger», que prové de l'adjectiu němъ. Significa literalment «mut», interpretat en el sentit de «algú que no parla com nosaltres», «un estranger». Sembla que němьci hagi estat emprat primerament per a referir-se a tots els estrangers no eslaus.
- Llengües eslaves
  - belarús: Нямеччына (Njameččyna)
  - bosnià: Njemačka
  - croat: Njemačka
  - eslovac: Nemecko
  - eslovè: Nemčija
  - polonès: Niemcy
  - serbi: Немачка (Nemačka)
  - txec: Německo
  - ucraïnès: Німеччина (Nimeččyna)
- Altres llengües
  - hongarès: Németorszag

### Saxons
El nom de la tribu germànica dels saxons deriva del proto-germànic *sakhsan. Els termes estonià i finès s'apliquen històricament als antics saxons abans d'evolucionar cap a la totalitat d'Alemanya. En algunes llengües celtes, el terme per «anglès» prové dels saxons.
- estonià: Saksamaa
- finès: Saksa

### Terme bàltic
Termes que signifiquen «Alemanya» en lituà i letó, d'origen desconegut:
- letó: Vācija
- lituà: Vokietija